# Kashiwa Reysol
Kashiwa Reysol (jap. 柏レイソル Kashiwa Reisoru) – japoński klub piłkarski grający w J-League z siedzibą w Kashiwa w prefekturze Chiba. Nazwa Reysol powstała z hiszpańskich słów rey (pl. król) oraz sol (pol. słońce).
W 2009 roku zespół zajął 16. miejsce w J-League i spadł do J-League 2. Rok później po zajęciu 1. miejsca w J-League 2 wrócił do J-League. W 2011 roku jako beniaminek zdobył swój pierwszy tytuł mistrza Japonii.